# Brett Hull
Brett Andrew Hull (Belleville, Canadá, 9 de agosto de 1964) é um ex-jogador de hóquei no gelo estadunidense-canadense. Jogou por 19 anos na NHL, nas equipes Calgary Flames, St. Louis Blues, Dallas Stars, Detroit Red Wings e Phoenix Coyotes, entre 1986 e 2005. Venceu duas vezes a Copa Stanley (1999 com o Dallas Stars, marcando o gol do título, e 2002 com o Detroit Red Wings) e foi introduzido no Hockey Hall of Fame em 2009. É filho de outro jogador famoso, Bobby Hull.

## Estatísticas da carreira
| 1984-85            | Minnesota-Duluth         | NCAA               | 48    | 32  | 28  | 60    | 12  |     |     |    |     |    |
| 1985-86            | Minnesota-Duluth         | NCAA               | 42    | 52  | 32  | 84    | 46  |     |     |    |     |    |
| 1985-86            | Flames de Calgary        | NHL                | --    | --  | --  | --    | --  | 2   | 0   | 0  | 0   | 0  |
| 1986-87            | Golden Flames de Moncton | AHL                | 67    | 50  | 42  | 92    | 16  | 3   | 2   | 2  | 4   | 2  |
| 1986-87            | Calgary Flames           | NHL                | 5     | 1   | 0   | 1     | 0   | 4   | 2   | 1  | 3   | 0  |
| 1987-88            | Calgary Flames           | NHL                | 52    | 26  | 24  | 50    | 12  | --  | --  | -- | --  | -- |
| 1987-88            | St. Louis Blues          | NHL                | 13    | 6   | 8   | 14    | 4   | 10  | 7   | 2  | 9   | 4  |
| 1988-89            | St. Louis Blues          | NHL                | 78    | 41  | 43  | 84    | 33  | 10  | 5   | 5  | 10  | 6  |
| 1989-90            | St. Louis Blues          | NHL                | 80    | 72  | 41  | 113   | 24  | 12  | 13  | 8  | 21  | 17 |
| 1990-91            | St. Louis Blues          | NHL                | 78    | 86  | 45  | 131   | 22  | 13  | 11  | 8  | 19  | 4  |
| 1991-92            | St. Louis Blues          | NHL                | 73    | 70  | 39  | 109   | 48  | 6   | 4   | 4  | 8   | 4  |
| 1992-93            | St. Louis Blues          | NHL                | 80    | 54  | 47  | 101   | 41  | 11  | 8   | 5  | 13  | 2  |
| 1993-94            | St. Louis Blues          | NHL                | 81    | 57  | 40  | 97    | 38  | 4   | 2   | 1  | 3   | 0  |
| 1994-95            | St. Louis Blues          | NHL                | 48    | 29  | 21  | 50    | 10  | 7   | 6   | 2  | 8   | 0  |
| 1995-96            | St. Louis Blues          | NHL                | 70    | 43  | 40  | 83    | 30  | 13  | 6   | 5  | 11  | 10 |
| 1996-97            | St. Louis Blues          | NHL                | 77    | 42  | 40  | 82    | 10  | 6   | 2   | 7  | 9   | 2  |
| 1997-98            | St. Louis Blues          | NHL                | 66    | 27  | 45  | 72    | 26  | 10  | 3   | 3  | 6   | 2  |
| 1998-99            | Dallas Stars             | NHL                | 60    | 32  | 26  | 58    | 30  | 22  | 8   | 7  | 15  | 4  |
| 1999-00            | Dallas Stars             | NHL                | 79    | 24  | 35  | 59    | 43  | 23  | 11  | 13 | 24  | 4  |
| 2000-01            | Dallas Stars             | NHL                | 79    | 39  | 40  | 79    | 18  | 10  | 2   | 5  | 7   | 6  |
| 2001-02            | Detroit Red Wings        | NHL                | 82    | 30  | 33  | 63    | 35  | 23  | 10  | 8  | 18  | 4  |
| 2002-03            | Detroit Red Wings        | NHL                | 82    | 37  | 39  | 76    | 22  | 4   | 0   | 1  | 1   | 0  |
| 2003-04            | Detroit Red Wings        | NHL                | 81    | 25  | 43  | 68    | 12  | 12  | 3   | 2  | 5   | 4  |
| 2005-06            | Phoenix Coyotes          | NHL                | 5     | 0   | 1   | 1     | 0   | --  | --  | -- | --  | -- |
| Totalização da NHL | Totalização da NHL       | Totalização da NHL | 1 269 | 741 | 650 | 1 391 | 458 | 202 | 103 | 87 | 190 | 73 |